# 都市的な場
都市的な場（としてきなば）とは、網野善彦の「中世都市論」に始まる概念である。京都・鎌倉などの「中世都市」や「農村」とは異なる場所である。町や宿・市・湊などが挙げられる。

## 概要
落合義明は、都市的な場を「ある程度の人口を抱え、周囲の交易や信仰の拠点（結節点）として、経済的にも周辺地域より優越する場」で、「交通路の変更、自然現象などで短期間に消滅しかねない不安定な場」「権力が永続的に関わるとは限らない」場所と定義している。
従来の中世史の研究は荘園制に偏りがちで、農民と武士の対立が焦点であった。中世の集落遺跡は単純に「一地方の農村」と見なされてきた。しかし「都市的な場」という概念を導入することで、商人や流通業者、職人、芸能民、宗教者の研究が進むようになった。